# هنري تريسكا
هنري إدوارد تريسكا (12 أكتوبر 1814 - 21 يونيو 1885) كان مهندسًا ميكانيكيًا فرنسيًا وأستاذًا في المعهد الوطني للفنون والحرف في باريس.